# 모헨조다로
모헨조다로(신드어: موهن جو دڙو, 직역: '죽은 자들의 언덕')는 파키스탄 신드주 라르카나구에 있는 고고학 유적지이다. 기원전 2500년경에 건설된 이 도시는 고대 인더스 문명의 가장 큰 정착지 중 하나였고, 고대 이집트, 메소포타미아, 미노스 문명, 노르테 치코 문명과 동시대에 존재했던 세계 최초의 주요 도시 중 하나였다.
최소 40,000명으로 추정되는 인구를 가진 모헨조다로는 수세기 동안 번성했지만, 기원전 1700년경에는 다른 인더스 문명 도시들과 함께 버려졌다.
이 유적지는 1920년대에 재발견되었다. 이후 도시 유적지에서 대규모 발굴이 진행되었으며, 이 도시는 1980년 유네스코 세계유산으로 지정되었는데, 남아시아에서 최초로 지정된 유적지였다. 이 유적지는 현재 침식과 부적절한 복원으로 인해 위협받고 있다.

## 어원
도시의 원래 이름은 알려져 있지 않다. 모헨조다로 인장의 분석을 바탕으로 이라바탐 마하데반은 도시의 고대 이름이 쿡쿠타르마("수탉의 도시")였을 것이라고 추정한다. 닭싸움은 이 도시에서 의례적이고 종교적인 의미를 가졌을 수 있다. 모헨조다로는 아프리카, 서아시아, 유럽, 아메리카에서 발견된 가축화된 닭의 계통군에 대한 혁신의 전파 지점이었을 수도 있다.
이 유적지의 현대 이름인 모헨조다로는 신드어로 "죽은 자의 언덕"으로 해석된다.

## 위치

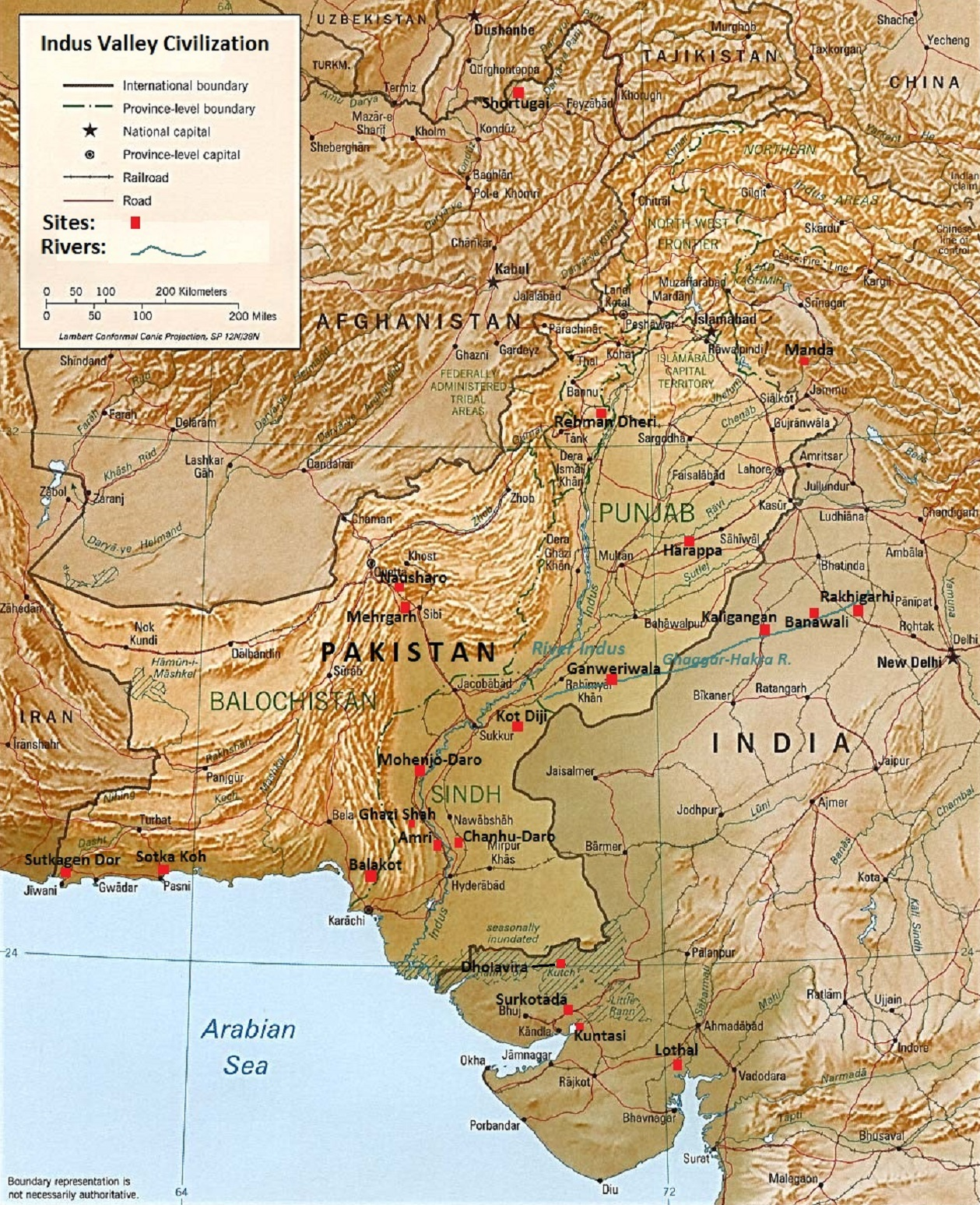
인더스 문명의 주요 유적지와 이론화된 범위, 모헨조다로 유적지의 위치를 보여주는 지도

모헨조다로는 파키스탄 신드주 라르카나구의 하류 인더스강의 오른쪽(서쪽) 제방에 위치한다. 이 도시는 인더스강의 범람원에 있는 플라이스토세 능선에 자리하고 있으며, 라르카나 시에서 약 28 킬로미터 (17 mi) 떨어져 있다.

## 역사적 배경
모헨조다로는 기원전 26세기에 건설되었다. 이 도시는 하라파 문명으로도 알려져 있는 고대 인더스 문명의 가장 큰 도시 중 하나였으며, 기원전 3000년경 선사시대 인더스 문명에서 발전했다. 전성기에는 인더스 문명이 현재의 파키스탄과 북인도 대부분을 아울렀으며, 서쪽으로는 이란 국경, 남쪽으로는 인도의 구자라트주, 북쪽으로는 박트리아의 전초 기지까지 확장되었고, 하라파, 모헨조다로, 로탈, 칼리방간, 돌라비라, 라키가르히에 주요 도시 중심지가 있었다. 모헨조다로는 당대 가장 발전된 도시로, 놀랍도록 정교한 토목 공학과 도시 계획을 자랑했다. 인더스 문명이 기원전 1900년경 갑작스럽게 쇠퇴하자 모헨조다로는 버려졌다.

## 재발견과 발굴

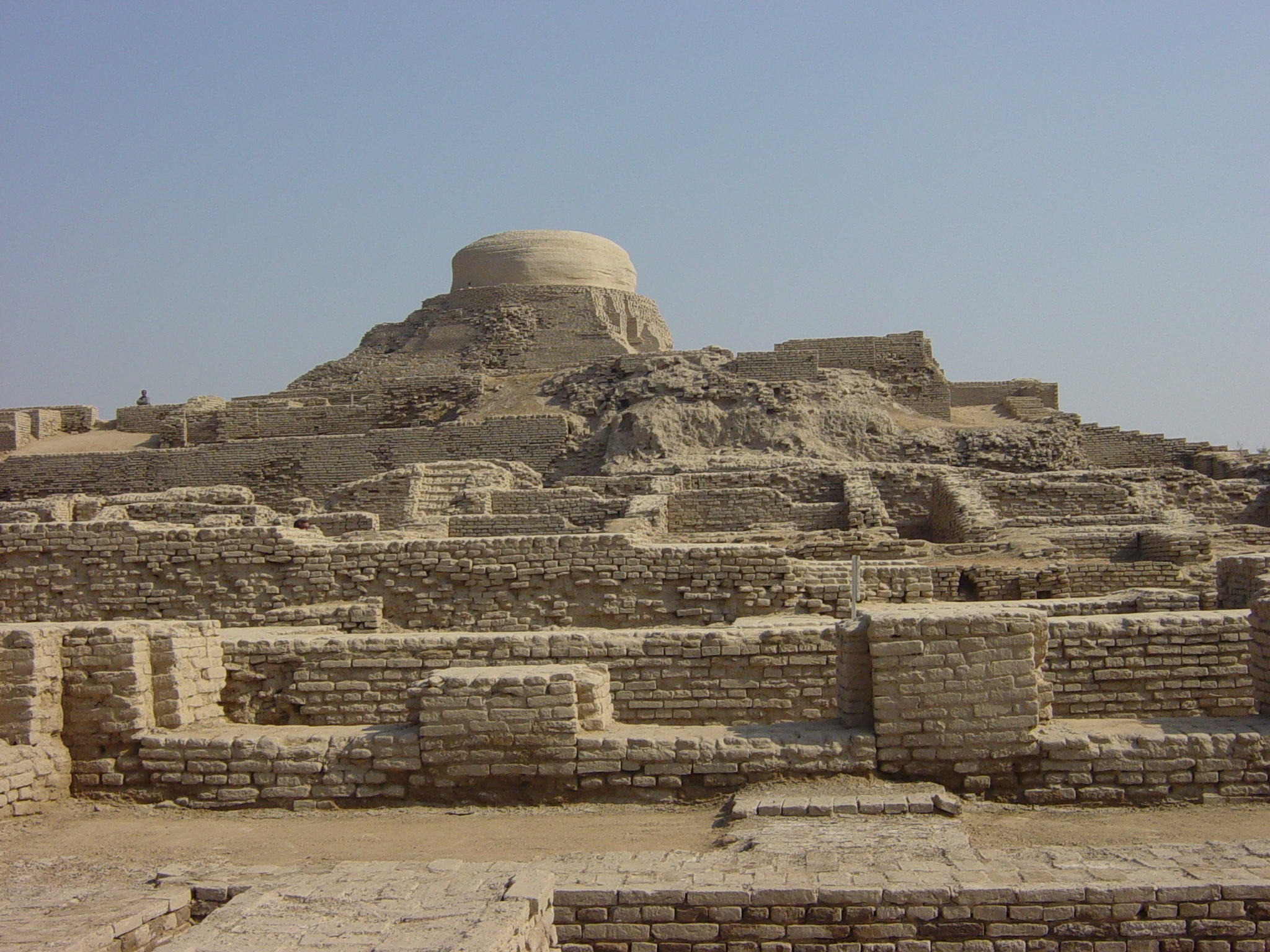
모헨조다로의 고고학 유적

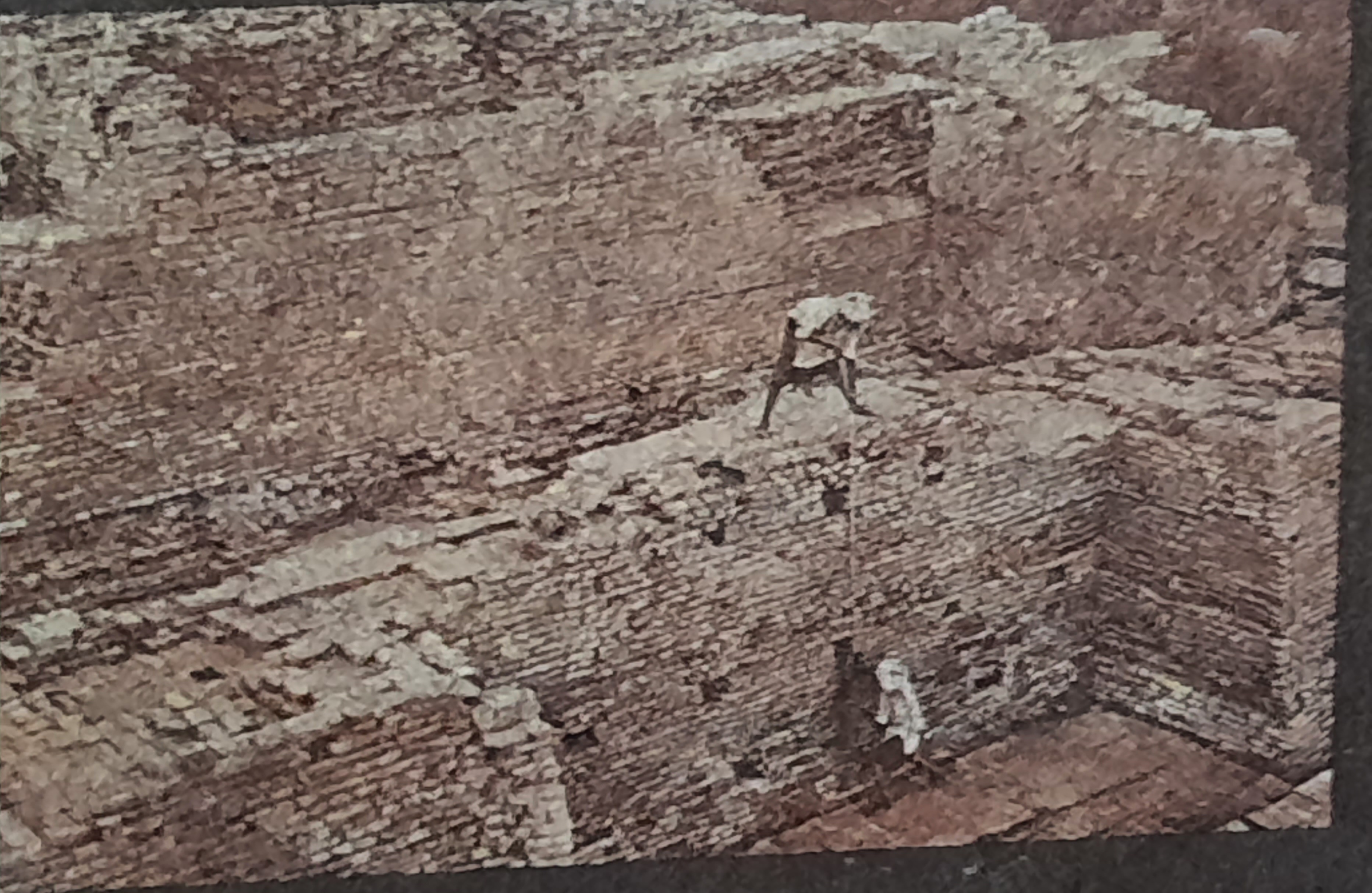
1924년 모헨조다로 발굴 현장

도시 유적은 약 3,700년 동안 기록되지 않은 채 남아 있다가, 인도 고고학 조사국의 조사관인 R. D. 바네르지가 1919~20년에 이 유적지를 방문하여 그곳에 있었던 불교 스투파(서기 150~500년)라고 생각되는 것을 확인하고 부싯돌 긁개를 발견하여 유적지의 고대성을 확신하게 되었다. 이로 인해 1924~25년 카시나트 나라얀 딕시트가, 1925~26년 존 마셜이 주도하는 모헨조다로 대규모 발굴이 시작되었다. 1930년대에는 마셜, D. K. 딕시타르, 어니스트 J. H. 맥케이의 지휘 아래 대규모 발굴이 진행되었다. 1945년에는 모티머 휠러와 그의 제자 아흐마드 하산 다니와 F. A. 칸에 의해 추가 발굴이 이루어졌다. 마지막 대규모 발굴은 1964년과 1965년에 조지 F. 데일스에 의해 이루어졌다. 1965년 이후에는 노출된 구조물의 풍화 손상 때문에 발굴이 금지되었고, 그 이후 유적지에서 허용된 유일한 프로젝트는 구호 발굴, 지표 조사, 보존 프로젝트뿐이었다. 1980년대에는 미카엘 얀센과 마우리치오 토시가 이끄는 독일 및 이탈리아 조사단이 건축물 문서화, 지표 조사, 국지적 탐사 등 덜 침습적인 고고학 기법을 사용하여 모헨조다로에 대한 추가 정보를 수집했다. 2015년에 파키스탄 모헨조다로 국립 기금에서 실시한 건식 코어 시추 조사 결과, 유적지가 발굴된 지역보다 더 넓다는 사실이 밝혀졌다.

## 건축 및 도시 기반 시설

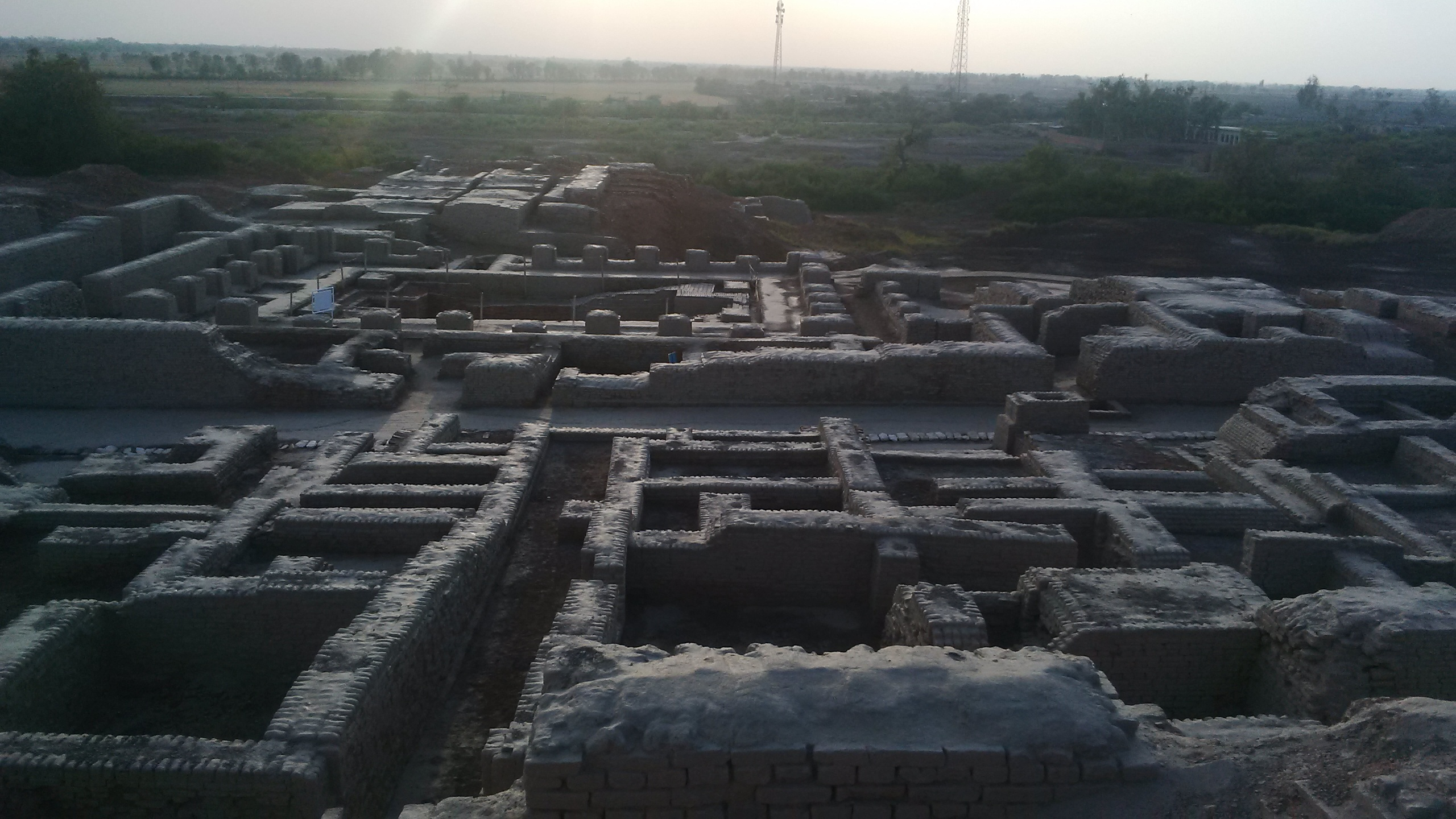
모헨조다로 건설에 있어서 고대 도시 계획의 영향을 시사하는 규칙적인 거리와 건물 배치.

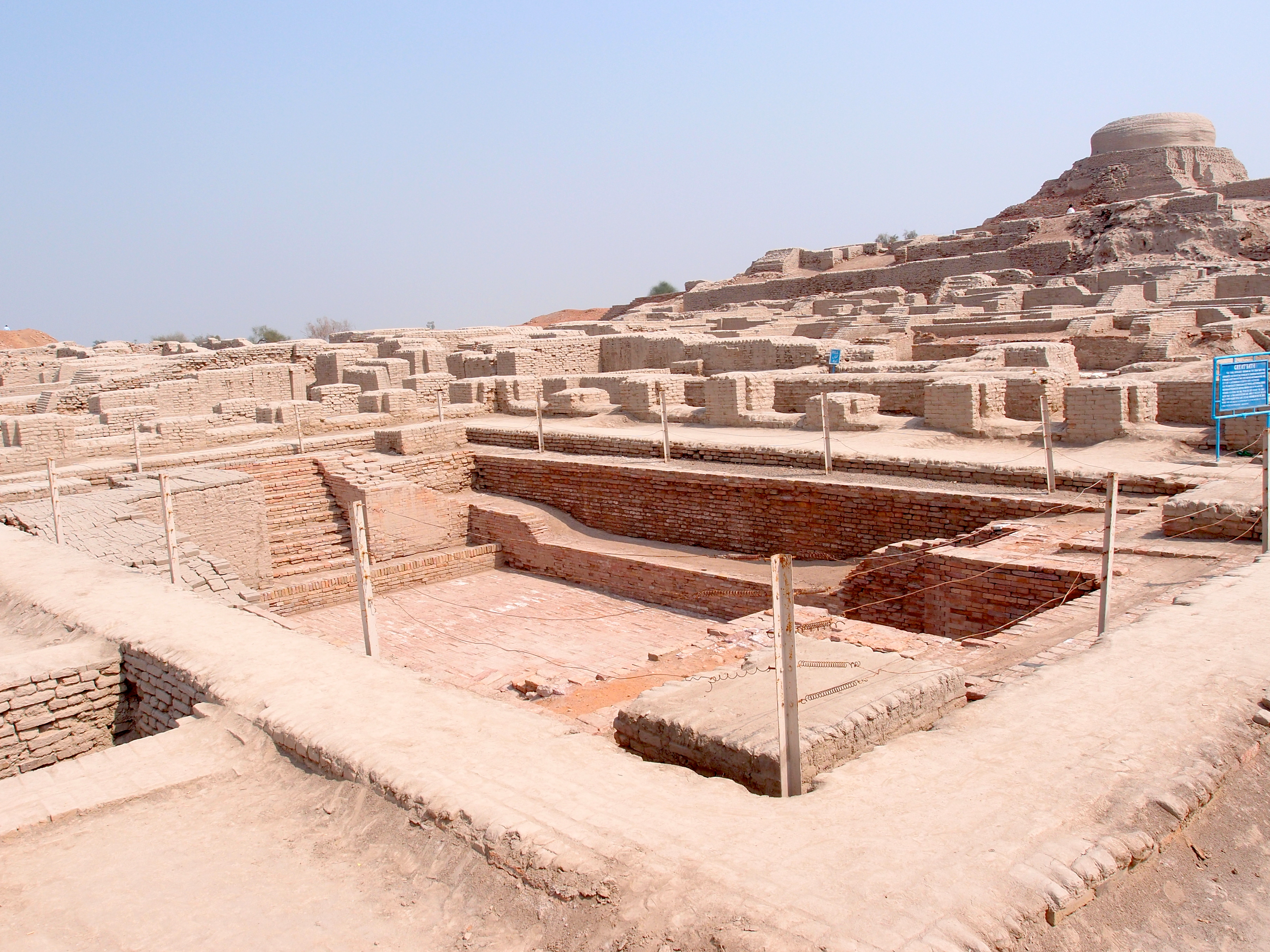
유적지의 대욕탕 전경, 주변 도시 배치도 함께 보인다.

모헨조다로는 격자형으로 배열된 직사각형 건물들이 있는 계획 도시의 형태를 띠고 있다. 대부분은 구운 벽돌과 회반죽으로 지어졌으며, 일부는 햇볕에 말린 진흙 벽돌과 목재 상부 구조를 포함했다. 모헨조다로의 점유 면적은 300 헥타르로 추정된다. 《세계 도시의 옥스포드 핸드북》은 정점 인구를 약 40,000명으로 "약하게" 추정한다.
도시의 엄청난 규모와 공공 건물 및 시설의 제공은 높은 수준의 사회 조직을 시사한다. 도시는 소위 성채와 하부 도시의 두 부분으로 나뉜다. 약 12 미터 (39 ft) 높이의 진흙 벽돌 언덕인 성채에는 공공 목욕탕, 약 5,000명의 시민을 수용하도록 설계된 대규모 주거 건물, 그리고 두 개의 대규모 집회장이 있었다고 알려져 있다. 도시에는 중앙 시장이 있었고, 큰 중앙 우물이 있었다. 개별 가구 또는 가구 그룹은 작은 우물에서 물을 얻었다. 폐수는 주요 도로를 따라 있는 덮인 배수구로 흘러갔다. 일부 주택, 아마도 더 명망 높은 거주자의 주택은 목욕을 위해 마련된 것으로 보이는 방을 포함했으며, 한 건물에는 지하 용광로(즉, 히포카우스툼)가 있었는데, 아마도 온수 목욕을 위한 것이었을 것이다. 대부분의 주택에는 안뜰이 있었고, 옆 골목으로 통하는 문이 있었다. 일부 건물은 2층이었다.

### 주요 건물

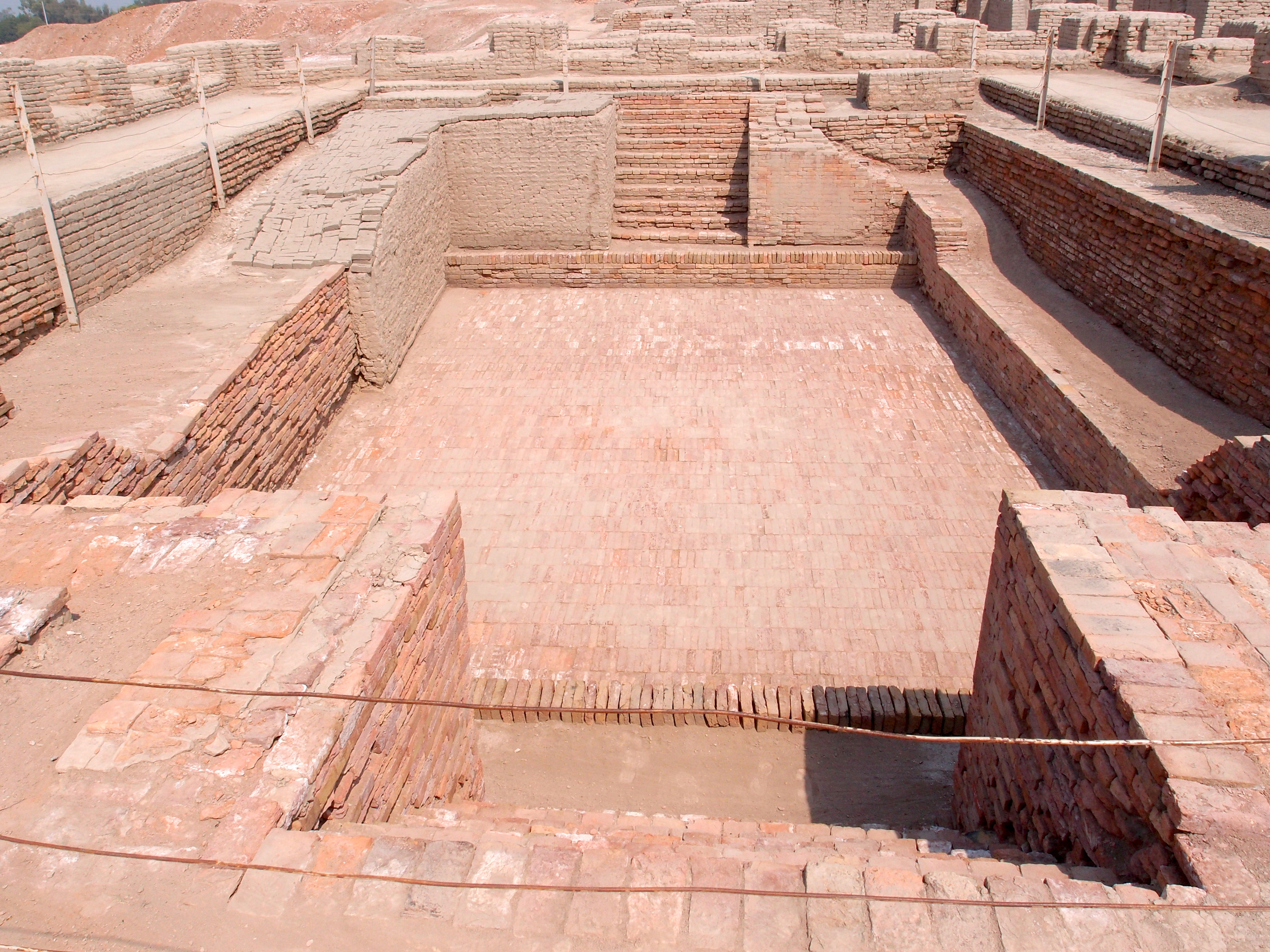
대욕장

1950년, 모티머 휠러 경은 모헨조다로의 한 대형 건물을 "대곡물창고"로 식별했다. 거대한 목재 상부 구조에 있는 특정 벽 분할은 곡물 저장 공간으로 보였고, 곡물을 건조하기 위한 공기 덕트도 갖추고 있었다. 휠러에 따르면, 수레가 시골에서 곡물을 가져와 직접 저장 공간에 내렸을 것이라고 한다. 그러나 조너선 마크 케노이어는 "곡물창고"에서 곡물에 대한 증거가 전혀 없음을 지적하며, 따라서 그 기능을 알 수 없는 "대형 홀"로 부르는 것이 더 적절할 수 있다고 주장했다. "대곡물창고" 근처에는 때때로 대욕장이라고 불리는 크고 정교한 공공 목욕탕이 있다. 기둥이 있는 안뜰에서 계단이 블랙탑으로 방수 처리된 벽돌 건물 수영장으로 이어진다. 수영장은 길이 12 미터 (39 ft), 너비 7 미터 (23 ft), 깊이 2.4 미터 (7.9 ft)이다. 종교적인 정화 의식에 사용되었을 수 있다. 다른 대형 건물로는 일종의 집회장으로 여겨지는 "기둥 홀"과 78개의 방으로 이루어진 건물 단지인 소위 "대학 홀"이 있는데, 이는 사제들의 거주지였을 것으로 추정된다.

### 요새

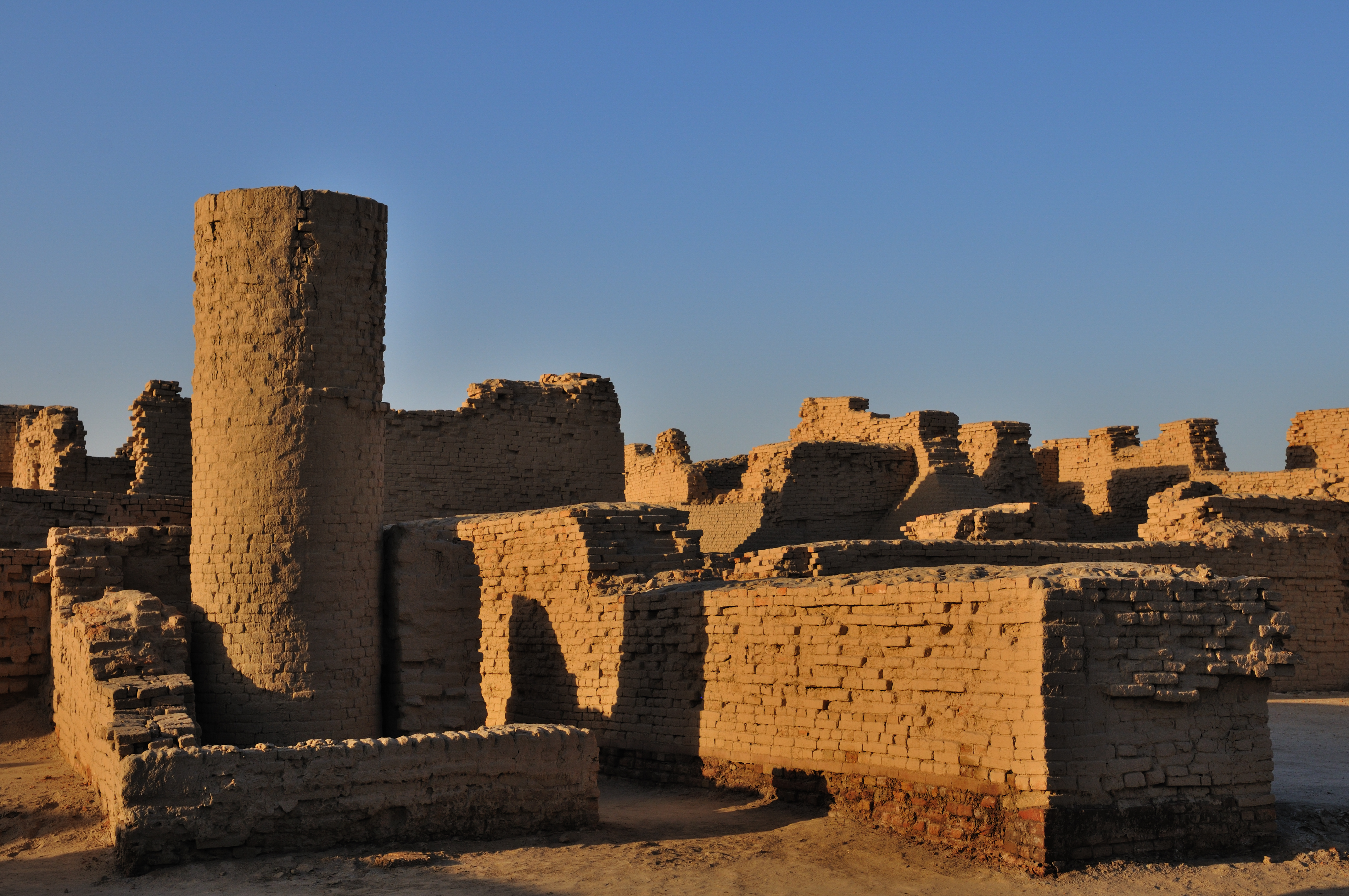
도시 발굴 결과 매우 높은 우물 (왼쪽)이 발견되었는데, 이는 홍수와 재건축으로 인해 거리 수위가 높아지면서 지속적으로 지어졌던 것으로 보인다.

모헨조다로는 일련의 성벽이 없었지만, 주요 정착지 서쪽에 보루가, 남쪽에는 방어 요새가 있었다. 이러한 요새와 인더스 계곡의 다른 주요 도시인 하라파의 구조를 고려할 때, 모헨조다로는 행정 중심지였을 것으로 추정된다. 하라파와 모헨조다로 모두 상대적으로 동일한 건축 배치를 공유하며, 다른 인더스 계곡 유적지처럼 크게 요새화되지 않았다. 모든 인더스 유적지의 동일한 도시 배치로 미루어 볼 때 어떤 종류의 정치적 또는 행정적 중심성이 있었던 것은 분명하지만, 행정 중심지의 범위와 기능은 불분명하다.

### 물 공급 및 우물
모헨조다로의 위치는 비교적 짧은 기간 내에 건설되었으며, 수원 시스템과 우물이 최초의 계획 건설 중 일부였다.
 지금까지 이루어진 발굴을 통해, 모헨조다로에는 배수 및 목욕 시스템과 함께 700개 이상의 우물이 존재한다. 이 숫자는 당시 이집트나 메소포타미아와 같은 다른 문명과 비교할 때 전례가 없는 수치이며, 우물의 양은 세 채의 집당 우물 하나를 의미한다. 많은 수의 우물 때문에, 주민들은 연간 강우량과 인더스강의 유로가 유적지에 가깝게 유지되는 것에 전적으로 의존했으며, 우물은 도시가 포위되었을 경우 장기간 물을 공급했다고 믿어진다. 이 우물들이 건설되고 사용된 시기를 고려할 때, 이 유적지와 다른 하라파 유적지에서 사용된 원형 벽돌 우물 디자인은 인더스 문명에 공로를 돌려야 할 발명품일 가능성이 높다. 이 시기 심지어 이후에도 메소포타미아나 이집트에서 이 디자인에 대한 기존 증거가 없기 때문이다. 유적지 건물의 하수 및 폐수는 유적지 거리와 나란히 있는 중앙 배수 시스템을 통해 처리되었다. 도로를 따라 흐르는 이 배수구는 대부분의 인간 폐기물과 하수를 처리하는 데 효과적이었는데, 배수구가 폐기물을 인더스강으로 보냈을 가능성이 높기 때문이다.

### 홍수와 재건축
도시는 또한 홍수에 대한 방어를 위한 대형 플랫폼을 가지고 있었다. 휠러가 처음 제안한 이론에 따르면, 도시는 홍수로 범람하고 토사가 쌓여 아마도 여섯 번이나 같은 위치에 재건되었을 수 있다. 일부 고고학자들은 도시를 진흙 바다에 잠기게 한 마지막 홍수가 유적지 폐기를 가져왔다고 믿었다. 그레고리 포셀은 홍수가 토지 과용과 확대로 인해 발생했으며, 진흙 홍수가 유적지 폐기의 원인이 아니라는 이론을 처음으로 제시했다. 도시에 대한 진흙 홍수가 한 번에 도시의 일부를 쓸어버린 것이 아니라, 포셀은 일년 내내 끊임없는 작은 홍수가 발생했으며, 농작물, 목초지, 벽돌과 도자기 자원으로 인해 토지가 황폐해진 것이 유적지 쇠퇴의 원인이라고 주장했다.

## 주목할 만한 유물

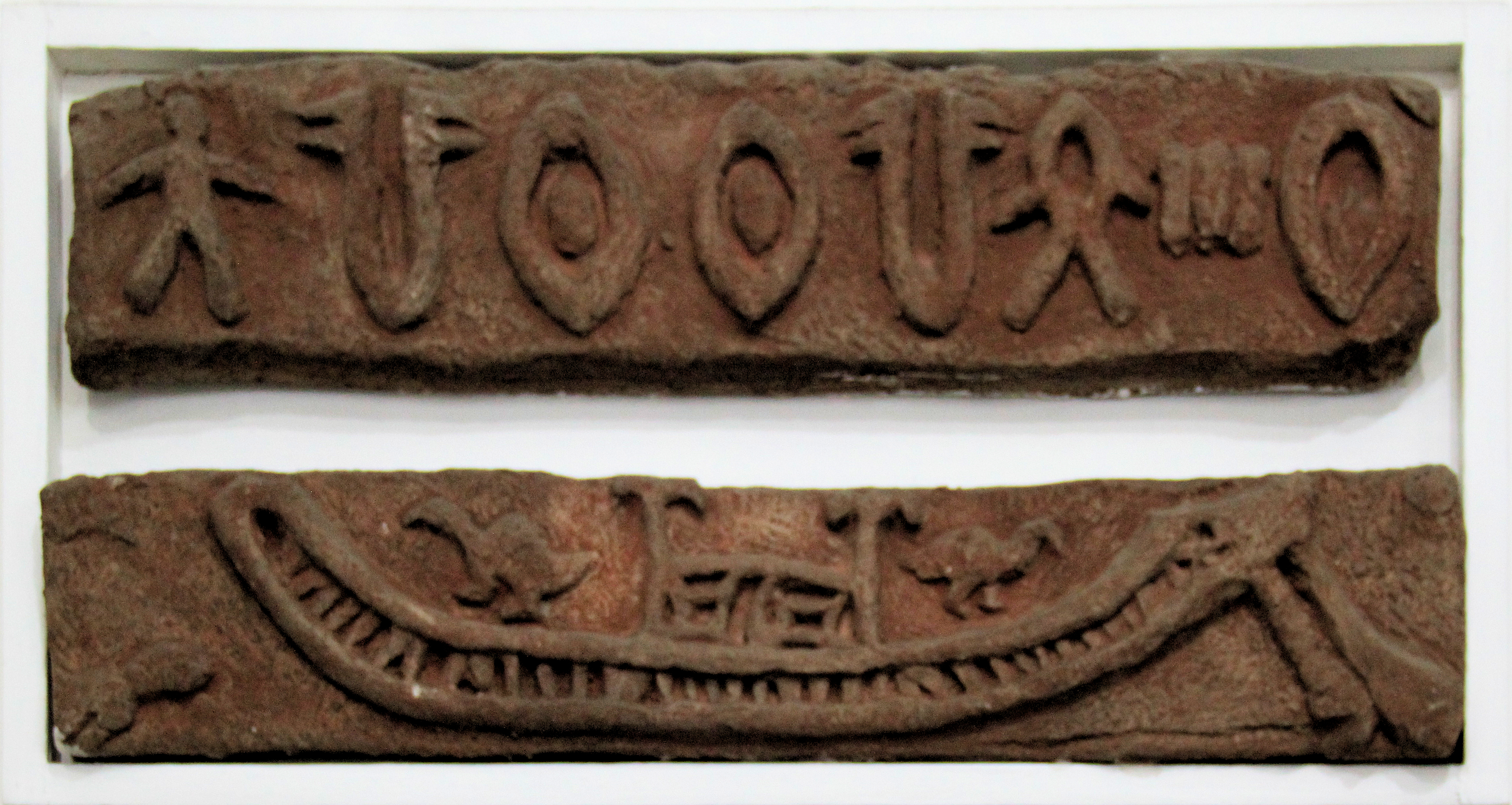
땅을 찾기 위한 방향 찾는 새가 있는 배. 모헨조다로 인장 모형, 기원전 2500-1750년.

발굴된 수많은 유물에는 좌상 및 입상 인물, 구리 및 석기 도구, 새겨진 도장, 저울 및 추, 금 및 벽옥 장신구, 그리고 어린이 장난감 등이 있다. 인형과 그릇과 같은 많은 청동 및 구리 조각들이 유적지에서 회수되었는데, 이는 모헨조다로 주민들이 밀랍 주조법을 활용하는 방법을 이해하고 있었음을 보여준다. 유적지에서 발견된 용광로는 금속 제련보다는 구리 세공 및 금속 용해에 사용된 것으로 추정된다. 심지어 유적지의 북동쪽에 위치한 도시 전체 구역이 조개 세공에 전념한 것으로 보인다. 유적지에서 회수된 가장 눈에 띄는 구리 세공품 중 일부는 미번역된 인더스 문자와 도상이 새겨진 구리판이다. 문자는 아직 해독되지 않았지만, 태블릿에 있는 많은 이미지는 다른 태블릿과 일치하며, 둘 다 인더스 언어로 동일한 캡션을 가지고 있다. 예를 들어, 산양 이미지와 뒷면에 동일한 문자가 새겨진 세 개의 태블릿이 있다.
토기 및 테라코타 토기 조각이 유적지에서 회수되었으며, 많은 항아리에 재 침전물이 있어 고고학자들은 이것들이 사람의 재를 보관하거나 유적지 내 집을 따뜻하게 하는 데 사용되었을 것으로 추정한다. 이 히터 또는 화로는 집을 난방하는 동시에 요리나 거르는 용도로도 사용될 수 있었지만, 다른 사람들은 오로지 난방용으로만 사용되었다고 생각한다.
모헨조다로에서 발견된 유물들은 처음에는 라호르 국립박물관에 보관되었지만, 나중에 인도 고고학 조사국(ASI) 본부인 뉴델리로 옮겨졌으며, 그곳에서는 영국령 인도의 새로운 수도를 위한 새로운 "중앙 제국 박물관"이 계획되고 있었고, 적어도 일부는 전시될 예정이었다. 인도 독립이 다가오고 있다는 것이 분명해졌지만, 인도의 분할은 과정 후반까지 예상되지 않았다. 새로운 파키스탄 당국은 자신들의 영토에서 발굴된 하라파 유물들의 반환을 요청했지만, 인도 당국은 거부했다. 결국 총 약 12,000점의 유물(대부분 토기 조각)을 양국이 동등하게 나누는 합의에 도달했다. 어떤 경우에는 목걸이와 허리띠의 구슬을 두 더미로 나누는 등 매우 문자적으로 해석되었다. "가장 유명한 두 조각상"의 경우, 파키스탄은 사제왕상을 요구하여 받았고, 인도는 훨씬 작은 춤추는 소녀상과 파슈파티 인장을 보관했다.
인도가 보관하고 있는 모헨조다로 유물 대부분은 뉴델리의 국립박물관 (뉴델리)에, 파키스탄으로 반환된 유물들은 카라치의 파키스탄 국립박물관에 있으며, 많은 유물들은 현재 모헨조다로 자체에 설립된 박물관에도 있다. 1939년, 유적지에서 발굴된 대표적인 유물 중 소수 그룹은 인도 고고학 조사국의 총감에 의해 대영박물관으로 이전되었다.

### 대지모신상

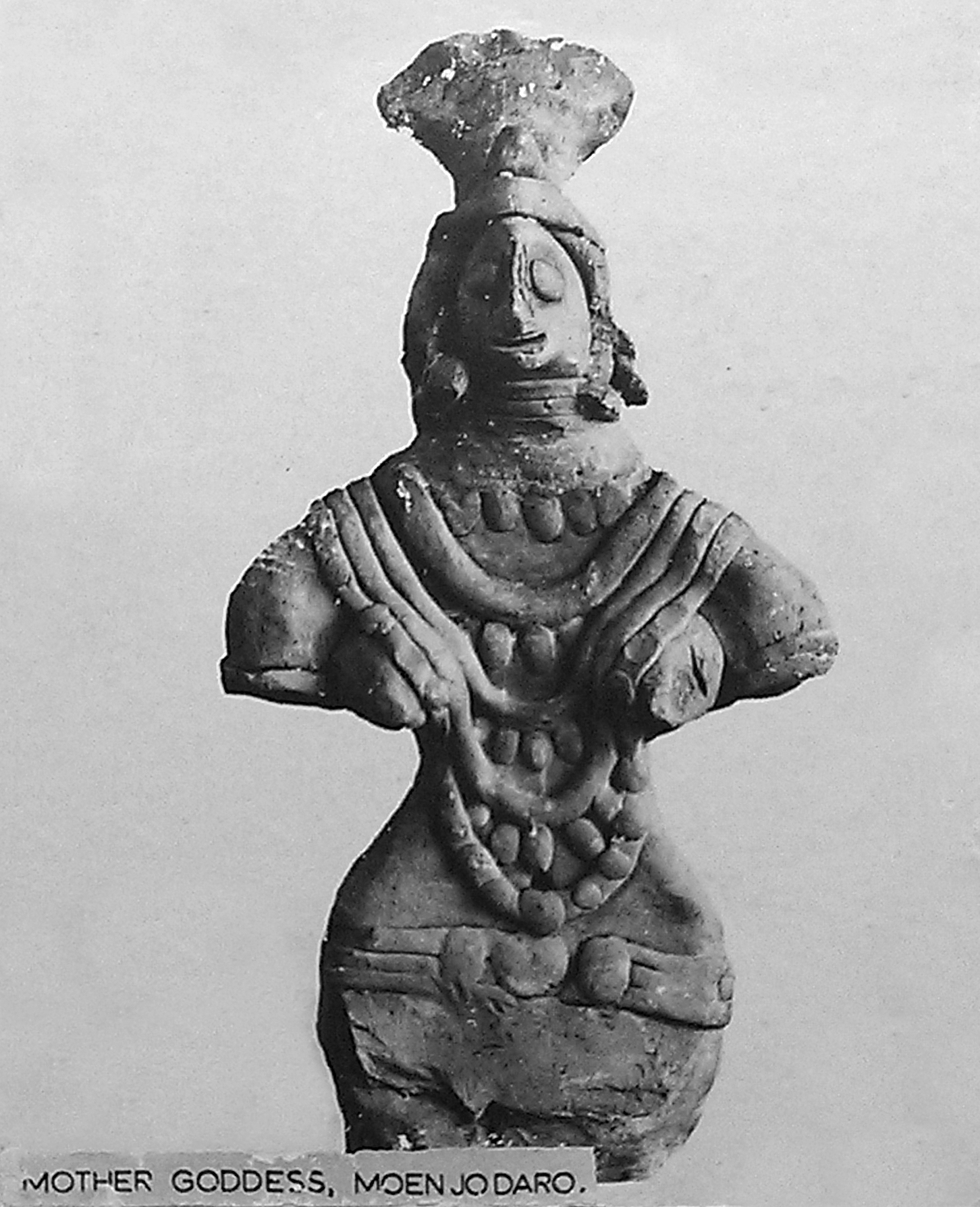
"대지모신"

1931년 존 마셜에 의해 발견된 이 우상은 초기 근동 문명에서 흔히 볼 수 있었던 대지모신 신앙과 일치하는 특정 특징들을 모방한 것으로 보인다. 하라파 문화와 종교의 일부로 여성상을 묘사한 조각상과 인형들이 발견되었으며, 마셜의 고고학 발굴에서 여러 여성 유물이 회수되었다. 마셜에 따르면 이 인물들은 올바르게 분류되지 않았으며, 이는 유적지에서 어디에서 회수되었는지가 실제로는 불분명하다는 것을 의미한다. 이 인물들 중 하나는 높이 18.7 cm이며 현재 파키스탄 국립박물관에 전시되어 있다. 우상에 나타난 다산과 모성애는 마셜이 언급했듯이 거의 과장된 스타일로 표현된 여성 성기로 대표되며, 그는 그러한 인형들이 여신의 모습을 나타내는 전형적인 이해와는 반대로 여신에게 바쳐지는 봉헌물이라고 추론했다. 인형들이 헤어스타일, 신체 비율, 머리 장식 및 장신구 면에서 독특하기 때문에, 이 인형들이 실제로 누구를 나타내는지에 대한 이론들이 있다. 쉬린 랏나가르는 그들의 독특함과 유적지 전반에 걸친 분산된 발견 때문에 그들이 평범한 가정 여성들의 인형이었을 수 있으며, 이 여성들이 앞서 언급된 개별 여성들을 돕기 위한 의식이나 치유 의식에 사용하기 위해 이러한 작품들을 의뢰했을 수 있다고 이론화한다.

### 춤추는 소녀상

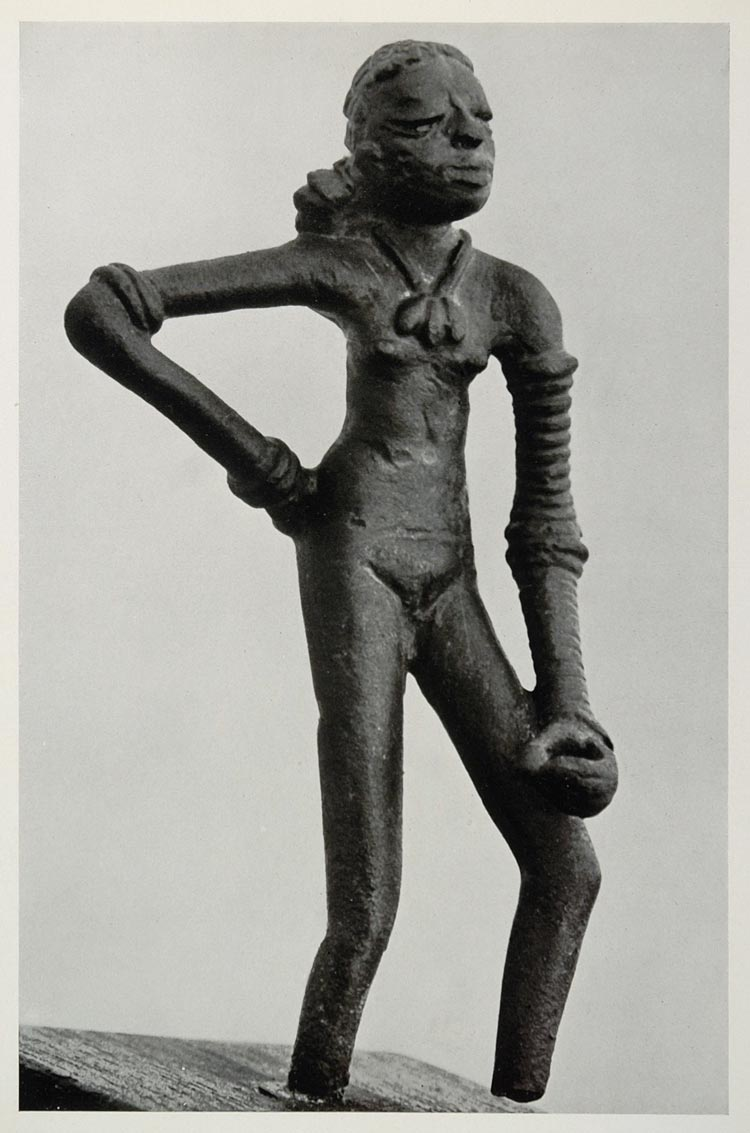
"춤추는 소녀상"

1926년 모헨조다로의 'HR 지역'에서 높이 10.5 센티미터 (4.1 in), 약 4,500년 전의 청동 소상인 "춤추는 소녀"가 발견되었다. 현재는 국립박물관 (뉴델리)에 소장되어 있다. 1973년, 영국 고고학자 모티머 휠러는 이 유물을 자신이 가장 좋아하는 소상으로 묘사했다:
제 생각에는 열다섯 살 정도 될 거예요, 그 이상은 아닐 겁니다. 하지만 그녀는 팔에 팔찌를 가득 채우고 아무것도 입지 않은 채 서 있어요. 한 순간 자신과 세상에 완벽하게 자신감이 넘치는 소녀. 저는 세상에 그녀와 같은 것은 없다고 생각해요.
모헨조다로의 또 다른 고고학자 존 마셜은 이 인물을 "반쯤 건방진 자세로 허리에 손을 얹고 다리와 발로 음악에 맞춰 박자를 맞추는 어린 소녀"라고 묘사했다. 고고학자 그레고리 포셀은 이 소상에 대해 "그녀가 댄서였는지 확신할 수 없지만, 그녀는 자신이 하는 일에 능숙했고 그것을 알고 있었다"고 말했다. 이 조각상은 문명에 대한 두 가지 중요한 발견으로 이어졌다. 첫째, 그들이 금속 혼합, 주조 및 광석 가공의 다른 정교한 방법을 알고 있었다는 것, 둘째, 오락, 특히 춤이 문화의 일부였다는 것이다.

### 사제왕상

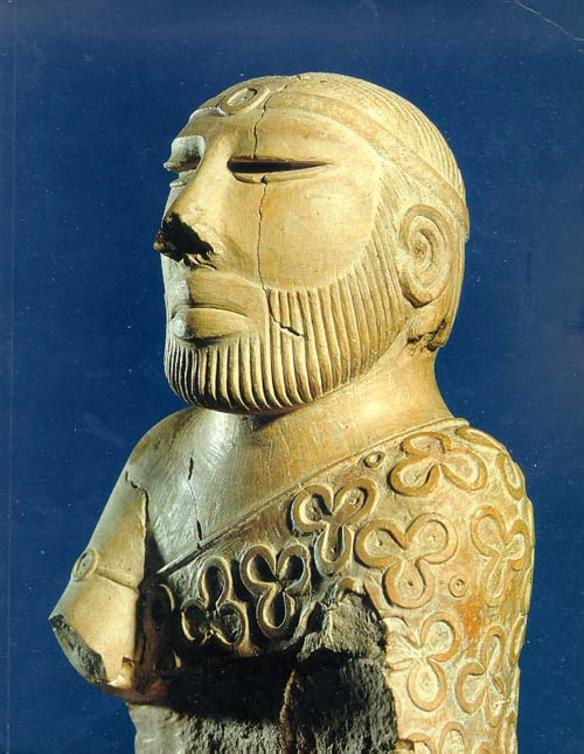
파키스탄 국립박물관에 소장된 좌상 석조 조각상, "사제왕상"

1927년, 비정상적으로 화려한 벽돌 세공과 벽감(壁龕)이 있는 건물에서 앉아 있는 남성 동석상이 발견되었다. 사제나 군주가 모헨조다로를 통치했다는 증거는 없지만, 고고학자들은 이 위엄 있는 인물을 "사제왕"이라고 불렀다. 이 조각상은 높이 17.5 센티미터 (6.9 in)이며, 단정하게 수염을 기른 남성이 뚫린 귓불과 머리에 필렛을 두르고 있는데, 이는 한때 정교했을 헤어스타일이나 머리 장식의 잔해일 수 있다. 그의 머리카락은 뒤로 빗겨져 있다. 그는 팔찌와 삼엽문, 단일 원형 및 이중 원형 모티프가 드릴링된 망토를 입고 있으며, 붉은색의 흔적을 보인다. 그의 눈은 원래 상감 세공되었을 수 있다.

### 파슈파티 인장

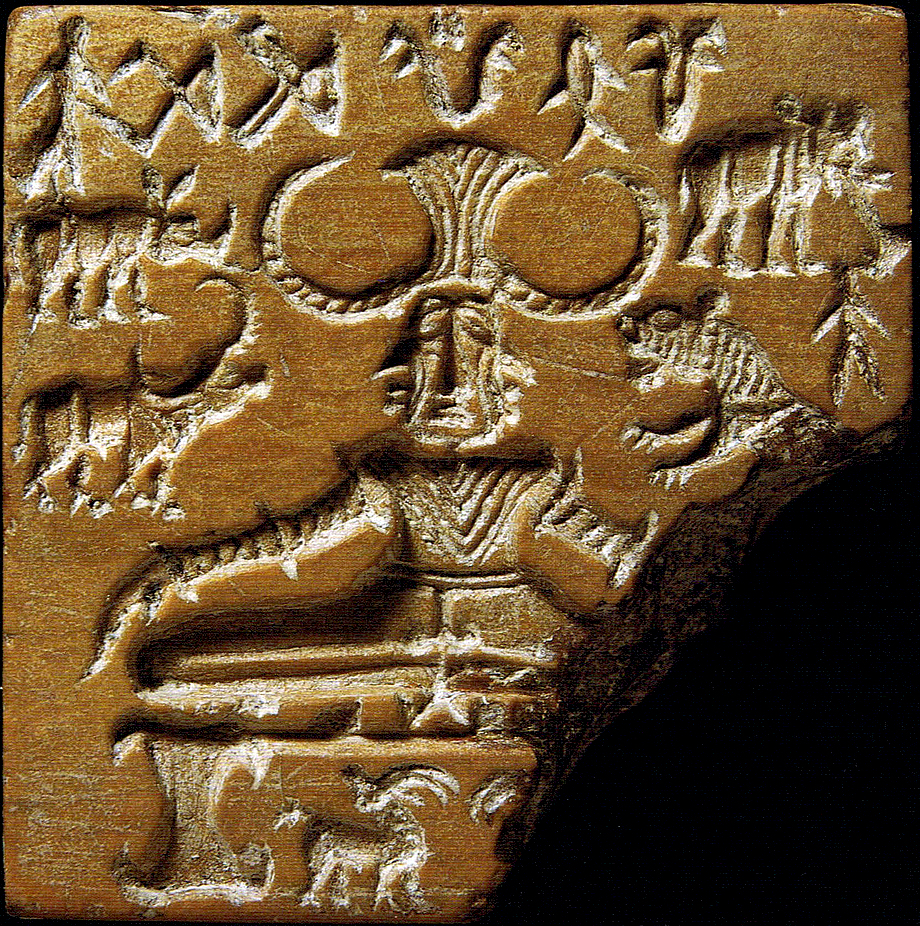
파슈파티 인장

유적지에서 발견된 인장에는 앉아서 다리를 꼬고 아마도 팔루스를 가진 형상이 동물들에게 둘러싸여 있는 이미지가 새겨져 있다. 이 형상은 일부 학자들에 의해 요기로, 다른 학자들에 의해 세 머리를 가진 "원시-시바" 또는 "동물의 군주"로 해석되었다.

### 7가닥 목걸이
모티머 휠러 경은 이 유물에 특히 매료되었는데, 그는 이 유물이 적어도 4,500년 전의 것이라고 믿었다. 이 목걸이는 S자 모양의 걸쇠가 있으며, 각 팔이 필리그리로 연결된 7가닥의 청동 금속 구슬 모양 너겟으로 구성되어 있고, 각 가닥의 길이는 4피트가 넘는다. 각 가닥에는 220개에서 230개의 다면 너겟이 있으며, 총 약 1,600개의 너겟이 있다. 목걸이의 총 무게는 약 250그램이며, 현재 인도의 개인 소장품으로 보관되어 있다.

### 모헨조다로자
인더스 문명은 기원전 1500년경 길이를 측정하는 데 상아로 만든 자를 사용했다. 모헨조다로 자는 34 밀리미터 (1.32 in)에 해당하는 단위로 나뉘어져 있으며, 매우 정확하게 0.13 mm (0.005 in) 오차 범위 내에서 소수점 이하로 더 세분화되어 있다. 로탈에서 발견된 자(기원전 2400년)는 약 1.6 mm (1⁄16 in)로 보정되어 있다. 자의 십진법 세분화는 현대 미터법보다 3000년 이상 앞선다는 점에서 주목할 만하다. 사용된 기본 단위는 앙굴라(손가락)로 알려져 있으며 약 17mm이다. 맥케이의 발굴에서 발견된 조개껍데기 조각은 6.7 mm (0.264 in) 간격으로 매우 정확하게 새겨져 있다. 이 지역 전역에서 발견된 고대 벽돌은 이러한 단위에 해당하는 치수를 가지고 있다.

## 보존 및 현재 상태
복원 자금 지원에 대한 초기 합의는 1980년 5월 27일 파리 (프랑스)에서 유네스코를 통해 이루어졌다. 여러 다른 국가들도 프로젝트에 기여했다:
| 국가           | 기여 US$    |
| -------------- | ----------- |
| 오스트레일리아 | $62,650.00  |
| 바레인         | $3,000.00   |
| 카메룬         | $1,000.00   |
| 이집트         | $63,889.60  |
| 독일           | $375,939.85 |
| 인도           | $49,494.95  |
| 이라크         | $9,781.00   |
| 일본           | $200,000.00 |
| 쿠웨이트       | $3,000.00   |
| 몰타           | $275.82     |
| 모리셔스       | $2,072.50   |
| 나이지리아     | $8,130.00   |
| 사우디아라비아 | $58,993.63  |
| 스리랑카       | $1,562.50   |
| 탄자니아       | $1,000.00   |

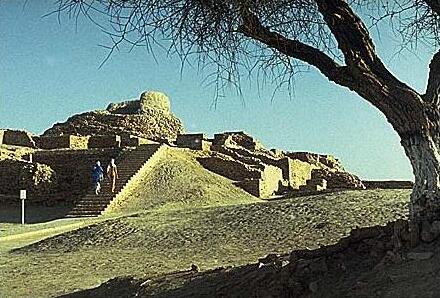
2005년 모헨조다로의 잔존 구조물

모헨조다로 보존 작업은 파키스탄 정부와 국제 기구의 자금 지원이 중단된 후 1996년 12월에 중단되었다. 유적지 보존 작업은 유네스코가 지원하는 자금으로 1997년 4월에 재개되었다. 20년 자금 지원 계획은 홍수로부터 유적지와 기존 구조물을 보호하기 위해 1천만 달러를 제공했다. 2011년에는 유적지 보존 책임이 신드주 정부로 이전되었다.
현재 이 유적지는 지하수 염분 및 부적절한 복원으로 인해 위협받고 있다. 많은 벽이 이미 무너졌으며, 다른 벽들은 아래에서부터 부서지고 있다. 2012년 파키스탄 고고학자들은 개선된 보존 조치 없이는 유적지가 2030년까지 사라질 수 있다고 경고했다.

### 2014년 신드 페스티벌
모헨조다로 유적지는 2014년 1월, 빌라왈 부토 자르다리가 이끄는 파키스탄 인민당이 신드 페스티벌 개막식 장소로 이 유적지를 선택하면서 더욱 위협받았다. 이는 굴착 및 시추를 포함한 기계적 작업에 유적지를 노출시킬 수 있었다. 펀자브 대학교 고고학과 학과장인 파르잔드 마시흐는 그러한 활동이 고대 유물법에 의해 금지되어 있다고 경고하며 "고고학 유적지에서는 못 하나도 박을 수 없다"고 말했다. 2014년 1월 31일, 신드 고등법원에 신드 주 정부가 행사를 계속하지 못하도록 하는 소송이 제기되었다. 이 축제는 국내외 역사학자와 교육자들의 모든 반대에도 불구하고 파키스탄 인민당에 의해 역사적인 유적지에서 개최되었다.

## 기후
모헨조다로는 매우 더운 여름과 온화한 겨울을 가진 열대 사막 기후(BWh)를 가지고 있다. 최고 기온은 2010년 5월에 기록된 53.5 °C (128.3 °F)이고, 최저 기온은 2006년 1월에 기록된 −5.4 °C (22.3 °F)이다. 강수량은 적으며, 주로 몬순 시즌(7월~9월)에 발생한다. 모헨조다로의 연평균 강수량은 100.1mm이며 주로 몬순 시즌에 발생한다. 연간 최고 강수량은 2022년에 기록된 1023.8mm이고, 연간 최저 강수량은 1987년에 기록된 10mm이다.
| 모헨조다로의 기후        | 모헨조다로의 기후 | 모헨조다로의 기후 | 모헨조다로의 기후 | 모헨조다로의 기후 | 모헨조다로의 기후 | 모헨조다로의 기후 | 모헨조다로의 기후 | 모헨조다로의 기후 | 모헨조다로의 기후 | 모헨조다로의 기후 | 모헨조다로의 기후 | 모헨조다로의 기후 | 모헨조다로의 기후 |
| 월                       | 1월               | 2월               | 3월               | 4월               | 5월               | 6월               | 7월               | 8월               | 9월               | 10월              | 11월              | 12월              | 연간              |
| ------------------------ | ----------------- | ----------------- | ----------------- | ----------------- | ----------------- | ----------------- | ----------------- | ----------------- | ----------------- | ----------------- | ----------------- | ----------------- | ----------------- |
| 역대 최고 기온 °C (°F)   | 29.4 (84.9)       | 36.5 (97.7)       | 45.5 (113.9)      | 48.5 (119.3)      | 53.5 (128.3)      | 51.7 (125.1)      | 47.6 (117.7)      | 46.0 (114.8)      | 43.5 (110.3)      | 41.5 (106.7)      | 39.2 (102.6)      | 30.6 (87.1)       | 53.5 (128.3)      |
| 일평균 최고 기온 °C (°F) | 24.8 (76.6)       | 26.2 (79.2)       | 32.1 (89.8)       | 38.7 (101.7)      | 43.8 (110.8)      | 44.2 (111.6)      | 41.9 (107.4)      | 38.7 (101.7)      | 37.5 (99.5)       | 35.2 (95.4)       | 30.5 (86.9)       | 24.8 (76.6)       | 34.9 (94.8)       |
| 일일 평균 기온 °C (°F)   | 16.0 (60.8)       | 17.0 (62.6)       | 22.7 (72.9)       | 28.8 (83.8)       | 33.9 (93.0)       | 35.8 (96.4)       | 34.4 (93.9)       | 32.8 (91.0)       | 31.1 (88.0)       | 26.7 (80.1)       | 21.1 (70.0)       | 16.0 (60.8)       | 26.4 (79.4)       |
| 일평균 최저 기온 °C (°F) | 7.3 (45.1)        | 7.9 (46.2)        | 13.3 (55.9)       | 18.9 (66.0)       | 24.0 (75.2)       | 27.4 (81.3)       | 27.9 (82.2)       | 27.0 (80.6)       | 24.7 (76.5)       | 18.2 (64.8)       | 11.8 (53.2)       | 7.3 (45.1)        | 18.0 (64.3)       |
| 역대 최저 기온 °C (°F)   | −5.4 (22.3)       | −4.0 (24.8)       | 2.2 (36.0)        | 3.0 (37.4)        | 13.0 (55.4)       | 15.6 (60.1)       | 18.4 (65.1)       | 18.0 (64.4)       | 14.5 (58.1)       | 0.0 (32.0)        | −1.0 (30.2)       | −4.0 (24.8)       | −5.4 (22.3)       |
| 평균 강수량 mm (인치)    | 2.6 (0.10)        | 5.8 (0.23)        | 3.4 (0.13)        | 2.9 (0.11)        | 2.2 (0.09)        | 2.5 (0.10)        | 39.9 (1.57)       | 26.6 (1.05)       | 6.6 (0.26)        | 0.4 (0.02)        | 0.9 (0.04)        | 6.3 (0.25)        | 100.1 (3.95)      |
| 평균 강수일수            | 0.2               | 0.5               | 0.9               | 0.2               | 0.3               | 0.4               | 1.9               | 1.4               | 0.3               | 0.1               | 0.1               | 0.3               | 6.6               |
| 출처: PMD (1991–2020)    |                   |                   |                   |                   |                   |                   |                   |                   |                   |                   |                   |                   |                   |

## 같이 보기
- 파키스탄의 요새 목록
- 인더스 문명 유적지 목록
- 파키스탄의 박물관 목록
- 파키스탄의 세계유산
- 메르가르

## 참고 문헌
- Chaudhury, N. C. Mohenjo-Daro and the Civilization of Ancient India with References to Agriculture. Calcutta: W. Newman & Co, 1937.
- Mackay, D. (1929). Mohenjo-daro. Bombay: Indian State Railways Publicity Department
- Mackay, E. J. H., ed. (1937). Further Excavations At Mohenjo-daro: Being an official account of Archaeological Excavations at Mohenjo-Daro carried out by the Government of India between the years 1927 and 1931.
  - Volume I
  - Volume II
- Marshall, John Hubert, ed. (1931). Mohenjo-Daro and the Indus Civilization: Being an official account of Archaeological Excavations at Mohenjo-Daro carried out by the Government of India between the years 1922 and 1927. Arthur Probsthain
  - Volume I
  - Volume II
  - Volume III
- McIntosh, Jane (2008). The Ancient Indus Valley: New Perspectives. ABC-CLIO, 2008. ISBN 978-1-57607-907-2
- Singh, Kavita, "The Museum Is National", Chapter 4 in: Mathur, Saloni and Singh, Kavita (eds), No Touching, No Spitting, No Praying: The Museum in South Asia, 2015, Routledge, PDF on academia.edu (nb this is different to the article by the same author with the same title in India International Centre Quarterly, vol. 29, no. 3/4, 2002, pp. 176–196, JSTOR, which does not mention this work)
- Whitelaw, Ian (2007). A Measure of All Things: The Story of Man and Measurement. Macmillan ISBN 0-312-37026-1 OCLC 938084552